# Санкт-Зігмунд-ім-Зелльрайн
Санкт-Зігмунд-ім-Зелльрайн (нім. St. Sigmund im Sellrain) —  громада округу Інсбрук-Ланд у землі Тіроль, Австрія.
Санкт-Зігмунд-ім-Зелльрайн лежить на висоті  1513 м над рівнем моря і займає площу  102,3 км². Громада налічує 170 мешканців. 
Густота населення 2/км².  
|                                                     |
| Санкт-Зігмунд-ім-Зелльрайн на мапі округу та землі. |

 Адреса управління громади: St. Sigmund 25, 6184 St. Sigmund im Sellrain. 

## Демографія
Історична динаміка населення міста за даними сайту Statistik Austria

## Виноски
1. ↑  Dauersiedlungsraum der Gemeinden Politischen Bezirke und Bundesländer - Gebietsstand 1.1.2018 — Статистичне управління Австрії.
2. ↑  https://www.statistik.at/blickgem/blick1/g70347.pdf
3. ↑   www.stsigmund.tirol.gv.at
4. ↑  Gemeindedaten von St. Sigmund im Sellrain

| Австрія | Це незавершена стаття з географії Австрії. Ви можете допомогти проєкту, виправивши або дописавши її. |